# Carl Howelsen
Carl Howelsen (* 23. März 1872 in Kristiana als Karl Hovelsen; † 1955 ebenda) war ein US-amerikanischer nordischer Skisportler, der in allen nordischen Disziplinen aktiv war.

## Werdegang
Howelsen, der 1872 in Norwegen als Karl Hovelsen geboren wurde, begann bereits früh mit dem nordischen Skisport. Als Mitglied des Bærums SK gewann er 1903 den Wettbewerb in der Nordischen Kombination beim Holmenkollen Ski Festival. Zudem gewann er 1902 und 1903 die Wettbewerbe im Skilanglauf. 1903 erhielt er für seine Erfolge die Holmenkollen-Medaille verliehen. Howelsen wanderte 1905 mit seiner Familie in die Vereinigten Staaten aus, änderte seinen Namen in Carl Howelsen und begann dort mit dem Aufbau des Skisprungsports in Colorado. So war er über Jahre für den Ringling Brothers Circus als Skispringer aktiv und war maßgeblich am Aufbau des Norge Ski Club in Chicago beteiligt. 1921 gewann er mit 49 Jahren den nationalen Meistertitel in Steamboat Springs. 1922 besuchte er seine Eltern in Norwegen und lernte bei dem Besuch seine zukünftige Frau kennen, für die er bis zu seinem Tod 1955 in Norwegen blieb.
1969 wurde Howelsen in die U.S. Ski and Snowboard Hall of Fame aufgenommen. 1977 erfolgte seine Aufnahme in die Colorado Ski and Snowboard Hall of Fame.
In der Stadt seines Titelgewinns Steamboat Springs wurde die Schanze nach ihm benannt und trägt heute den Namen Howelsen Hill. Howelsens Sohn Leif Hovelsen veröffentlichte 1983 gemeinsam mit der US Ski and Snowboard Hall of Fame eine Biografie mit dem Titel The Flying Norseman.